# Ewa Józefczyk
Ewa Józefczyk (ur. 19 sierpnia 1951 w Łodzi, zm. 4 marca 2018) – polska aktorka teatralna i filmowa.

## Życiorys
W 1976 roku ukończyła studia na Wydziale Aktorskim PWSFTiT w Łodzi. Była członkinią zespołów teatralnych: Teatru im. Wilama Horzycy w Toruniu (1976–1980), Teatru im. Wandy Siemaszkowej w Rzeszowie (1980–1982) oraz Teatru im. Stefana Żeromskiego w Kielcach (1982–2006). Na deskach ostatniego z teatrów występowała również gościnnie po przejściu na emeryturę.
Zmarła w wieku 67 lat. Pochowana na cmentarzu komunalnym  w Busku-Zdroju.

## Nagrody
- 1977 – XIX Festiwal Teatrów Polski Północnej w Toruniu : Nagroda im. H. Morycińskiego dla młodego artysty za rolę Iwony w przedstawieniu "Iwona, księżniczka Burgunda"
- 1977 – "Złota Kareta" toruńskiego dziennika "Nowości"
- 1994 – nagroda Wojewody Kieleckiego

## Filmografia
- Dzieje grzechu (1975)
- Klan
- Plebania (2004–2008, odc. 462, 521, 1146)
- Pensjonat pod Różą (2005, odc. 72)
- Wyklęty (2017)